# François de Mauny
Pour les articles homonymes, voir Mauny (homonymie).
Pour les autres membres de la famille, voir Famille de Mauny.
François de Mauny  (mort en 1558), est un prélat français du XVIe siècle. Il est successivement évêque de Saint-Brieuc, évêque commendataire de Tréguier, archevêque de Bordeaux.

## Biographie
François de Mauny est un membre de la famille de Mauny, originaire du diocèse de Rouen, dont une branche se fixa en Bretagne où elle hérita par mariage de la seigneurie de Miniac et une autre en Touraine. 
Il succède en 1542 à son frère Jacques de Mauny, le dernier abbé régulier, comme premier  commendataire de l'abbaye Notre-Dame de Noyers, bénéfice qu'il résigne en faveur de son neveu Mathieu en 1554, Il devient évêque de Saint-Brieuc à la suite de la renonciation en sa faveur le 20 mai 1544 du commendataire Jean de Rieux. Le 8 juin 1545 il est pourvu probablement toujours en « commende », du diocèse de Tréguier. Bien qu'il soit consacré le 9 septembre 1545 par un prélat italien évêque de Borgo San Sepolcro il se trouve en compétition avec deux prélats italiens soutenus par le Saint-Siège : Andrea Cornaro († 1551), évêque de Brescia et cardinal-diacre au titre de San Teodoro puis son successeur à Brescia Durante Duranti, cardinal au titre des Saints-Apôtres. Il demeure évêque de Saint-Brieuc jusqu'en 1555, alors qu'il est transféré à archevêché de Bordeaux le 13 septembre 1553 à la suite de la non reconnaissance de Jean de Monluc après la démission de Jean du Bellay. Il est archevêque de Bordeaux jusqu'à sa mort à une date indéterminée de 1558 et que Jean du Bellay retrouve l'archidiocèse de Bordeaux .